# Ерекеев, Рахим
Рахим Ерекеев (род. 1937, Каракалпакстан) — советский колхозник. Герой Социалистического Труда (1980).

## Биография
Рахим Ерекеев родился в 1937 году в Кара-Каралпакской АССР Узбекской ССР (сейчас Каракалпакстан в Узбекистане) в семье колхозника.
В первой половине 1950-х годов начал работать в колхозной полеводческой бригаде.
После срочной армейской службы работал в Амударьинском районе механизатором хлопководческого колхоза имени Энгельса.
Продемонстрировал высокие производственные результаты в ходе восьмой пятилетки (1966—1970), за что был в 1971 году награждён орденом Трудового Красного Знамени.
После высоких урожаев хлопка в 1973 году был награждён орденом Ленина.
В десятой пятилетке (1976—1980) продолжал демонстрировать передовые результаты среди механизаторов. Неоднократно выигрывал колхозное социалистическое соревнование.
6 марта 1980 года Указом Президиума Верховного Совета СССР за выдающиеся успези, достигнутые во Всесоюзном социалистическом соревновании, проявленную трудовую доблесть в выполнении планов и социалистических обязательств по увеличению производства и продажи государству зерна, хлопка и других продуктов земледелия в 1979 году удостоен звания Героя Социалистического Труда с вручением ордена Ленина и золотой медали «Серп и Молот».
О дальнейшей жизни данных нет.
Награждён двумя орденами Ленина (10 декабря 1973, 6 марта 1980), орденом Трудового Красного Знамени (8 апреля 1971), медалями.